# Pentanodes albofasciatus
Pentanodes albofasciatus är en skalbaggsart som beskrevs av Fisher 1932. Pentanodes albofasciatus ingår i släktet Pentanodes och familjen långhorningar.
Artens utbredningsområde är Kuba. Inga underarter finns listade i Catalogue of Life.